# Museo de Viena

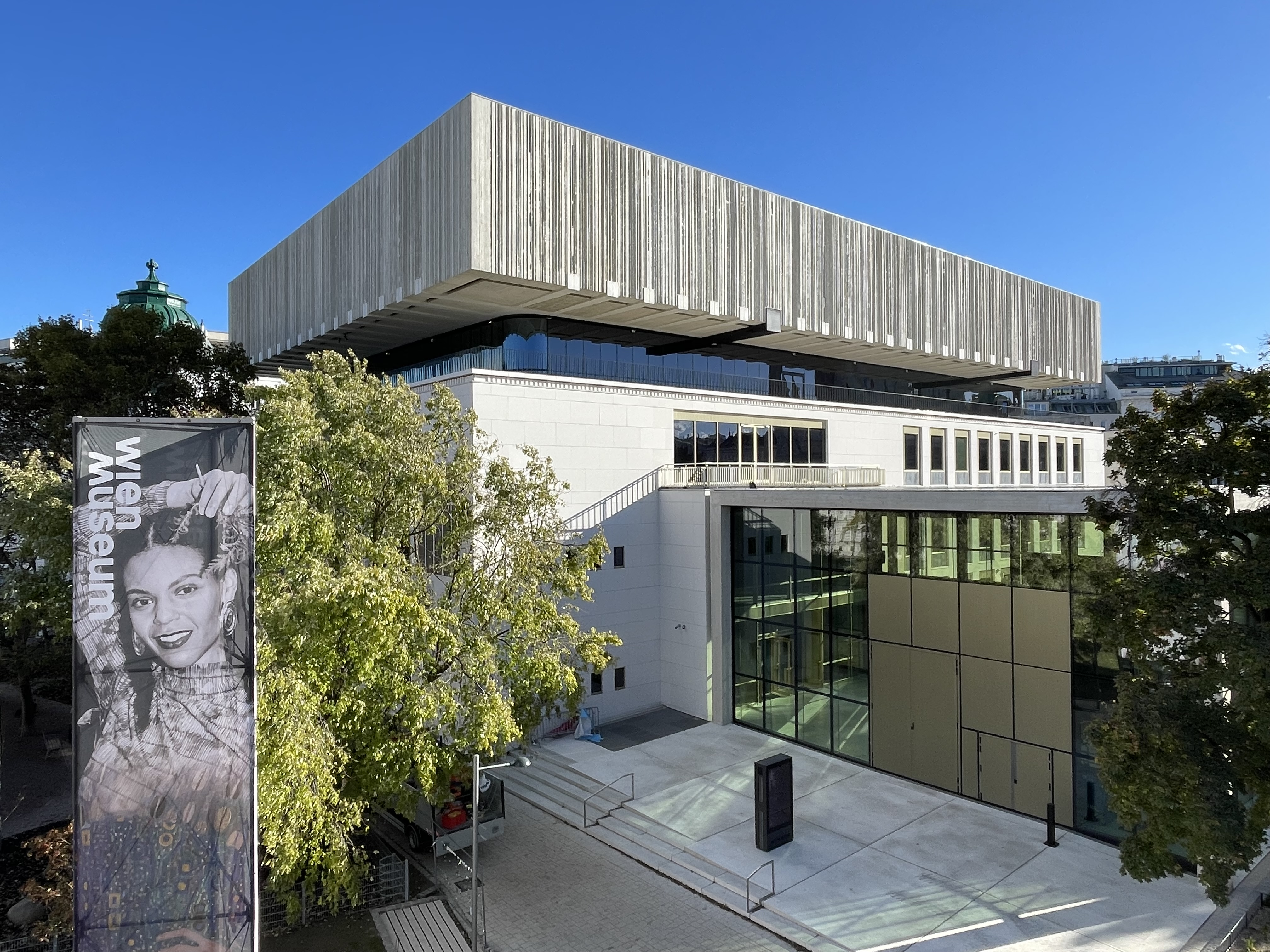
Edificio principal en la Karlsplatz

El Museo de Viena (en alemán: 'Wien Museum') es un conjunto de museos en Viena. Además del edificio principal en la Karlsplatz y el palacio de Hermesvilla, el conjunto incluye algunos museos especializados, las residencias de músicos de renombre y excavaciones arqueológicas. 
La exposición permanente de arte y la colección histórica sobre la historia de Viena comprenden exhibiciones que datan desde el Neolítico hasta mediados del siglo XX. El énfasis está en el siglo XIX, por ejemplo, obras de Gustav Klimt, con un archivo de más de 400 cuadros, dibujos y pósteres dedicados a él y que incluye la mayor colección del mundo de dibujos realizados por el artista. Además, el Museo de Viena acoge una variedad de exposiciones especiales.

## Historia
Originalmente conocido como el Museo Histórico de la ciudad de Viena (Historisches Museum der Stadt Wien), su existencia se remonta a 1887, y hasta 1959 se encuentra en el Ayuntamiento de Viena (Rathaus). Los primeros planes para un museo de la ciudad en Karlsplatz se remontan a principios del siglo XX; uno de los planes propuestos fue dibujado por el renombrado arquitecto Otto Wagner. Sin embargo, la construcción del museo se pospuso durante varias décadas debido a las dos guerras mundiales. 
En 1953, el Ayuntamiento de Viena aprobó una resolución para homenajear al presidente y exalcalde de Austria, Theodor Körner, con motivo de su 80 cumpleaños, haciendo realidad el edificio del museo. Se organizó un concurso de diseño en el que se invitó específicamente a 13 arquitectos (entre ellos Clemens Holzmeister, Erich Boltenstern y Karl Schwanzer), pero que estaba abierto a cualquier otro participante. Los diseños fueron evaluados por un jurado, que fue presidido por el arquitecto Franz Schuster y cuyos otros miembros fueron los arquitectos Max Fellerer y Roland Rainer, el director de Edificios de Viena, el director de City Collections, Franz Glück, el Jefe del Departamento de Regulaciones de la Ciudad y el Jefe del Departamento de Arquitectura.